# Франсуа де Монморанси-Фоссё
Франсуа де Монморанси (фр. François de Montmorency; 4 ноября 1614 — 25 февраля 1684), 4-й маркиз де Тюри, барон, затем маркиз де Фоссё, сеньор де Куртален — французский придворный.
Сын Пьера II де Монморанси-Фоссё и Шарлотты дю Валь де Бреванн-Фонтене.
Наследовал отцу в годовалом возрасте, рос под опекой матери. 
Известен недостойными попытками лишить своих двоюродных братьев наследства.
После смерти дяди, Франсуа де Монморанси-Шатобрёна, отказавшегося от духовного звания и вступившего в брак, маркиз оспорил юридический статус его детей, заявив о том, что брак был незаконным. Процесс долгое время продолжался в парламентах Парижа и Руана, затем королевский совет направил это дело в парламент Тулузы, и тот 12 декабря 1656 объявил брак законным, присудив детям наследство отца, имя и герб Монморанси, а истца приговорив к выплате 10 тыс. ливров в возмещение морального ущерба, и оплате судебных издержек.
Недовольный исходом дела, Франсуа, получивший титул маркиза де Фоссё, подал кассационную жалобу в королевский совет, но тот, решением от 21 января 1658 отказал ему в иске.
Когда Людовик XIV в 1668 году инициировал расследование случаев незаконного присвоения дворянского достоинства, маркиз 21 марта 1668 составил документ, которым обещал передать девятую часть наследства Франсуа де Шатобрёна откупщику, взявшему подряд на расследование, если тот сможет добиться отмены постановления Тулузского парламента. Дети сеньора де Шатобрёна обратились в королевский совет с жалобой на незаконные действия откупщика и маркиза, начавших процесс перед интендантом Берри и следственными комиссарами. 
Рассмотрев дело, и приняв во внимание незаконную сделку между маркизом и откупщиком, королевский совет 20 февраля 1669 отменил расследование в отношении семьи де Шатобрён и запретил маркизу де Фоссё и другим лицам оспаривать решение 1656 года.

## Семья
Жена (1644): Изабель де Арвиль (1629—21.10.1712), дочь Антуана де Арвиля, сеньора де Палезо, и Изабели Фавье де Буле
Дети:
- Анри-Матье де Монморанси-Фоссё (1648—6.11.1708), аббат Женестона в Бретани, каноник и главный викарий в Турне
- Жак-Бушар де Монморанси-Фоссё (1655—29.10.1678)
- Леон де Монморанси-Фоссё (31.10.1664 — 20.03.1750), маркиз де Тюри и де Фоссё. Жена (20.06.1697): Мари-Мадлен Жанна де Пуссмот де Л'Этуаль (1673—12.03.1750), дочь Жана де Пуссмот де Л'Этуаль, сеньора де Монбризёй
- N де Монморанси-Фоссё, рыцарь Мальтийского ордена, погиб в море
- Маргерит-Шарлотта де Монморанси-Фоссё, монахиня
- Катрин де Монморанси-Фоссё, монахиня
- Анна де Монморанси-Фоссё, монахиня
- Франсуаза де Монморанси-Фоссё, монахиня